# Tangen Station
|  | Ikke at forveksle med den nedlagte Tangen Station (Randsfjordbanen) |
Tangen Station (Tangen stasjon) er en jernbanestation på Dovrebanen, der ligger ved byområdet Tangen i Stange kommune i Norge. Stationen består af tre spor, to perroner og en stationsbygning i rødmalet træ, der er opført efter tegninger af Peter Andreas Blix. Stationen ligger tæt på Mjøsa, der med 365 km² er Norges største indsø.
Stationen åbnede 8. november 1880, da jernbanen mellem Eidsvoll og Hamar stod færdig. Den blev fjernstyret 30. maj 1965.